# Konoe Iemoto
Konoe Iemoto (近衛 家基?   1261 – 20 de julio de 1296) fue un kugyō (cortesano japonés de clase alta) que vivió durante la era Kamakura. Fue miembro de la familia Konoe (derivada del clan Fujiwara) e hijo del regente Konoe Motohira.
Ingresó a la corte imperial en 1269 con el rango shōgoi inferior y luego ascendido al rango jushii inferior. En 1270 fue promovido al rango shōshii inferior, y posteriormente al rango jusanmi. En 1271 fue promovido al rango junii, nombrado vicegobernador de la provincia de Ōmi y gonchūnagon. En 1273 fue asignado gondainagon y en 1274 fue ascendido al rango shōnii.
Fue nombrado naidaijin en 1275 y recibió el rango juichii en 1281. Desde 1288 hasta 1289 tuvo el cargo de udaijin. En 1289 fue nombrado líder del clan Fujiwara y kanpaku (regente) del Emperador Fushimi dos veces (1289 - 1291 y 1293 - 1296), hasta su muerte.
Tuvo varios hijos, entre ellos los regentes Konoe Tsunehira y Konoe Iehira.